# Coup de circuit
Home run
Pour les articles homonymes, voir circuit.
Pour le film américain de 1996, voir Coup de circuit (film).
Au baseball, un coup de circuit, circuit, ou home run en anglais, est un coup sûr qui permet au frappeur de passer par toutes les bases (ou buts) d'une seule frappe, sans erreur de la défensive adverse. Le frappeur et les éventuels coureurs sur les buts au moment de la frappe marquent chacun un point. Si les buts sont remplis, un maximum de quatre points est marqué par l'équipe en offensive, ce qui s'appelle un grand chelem. Un coup de circuit est le plus souvent une balle frappée au-dessus de la clôture du champ extérieur entre les deux poteaux de limite de terrain. Il est possible de réussir un coup de circuit sans que la balle quitte le terrain ; on parle alors d'un circuit sur frappe intérieure, ou circuit à l'intérieur du terrain.

## Types de coups de circuit
En plus du cas général, certaines actions de jeu lors d'un coup de circuit ont reçu un nom spécifique pour insister sur leur rareté et sur l'excitation qu'elles peuvent créer pour les spectateurs lors d'un match.

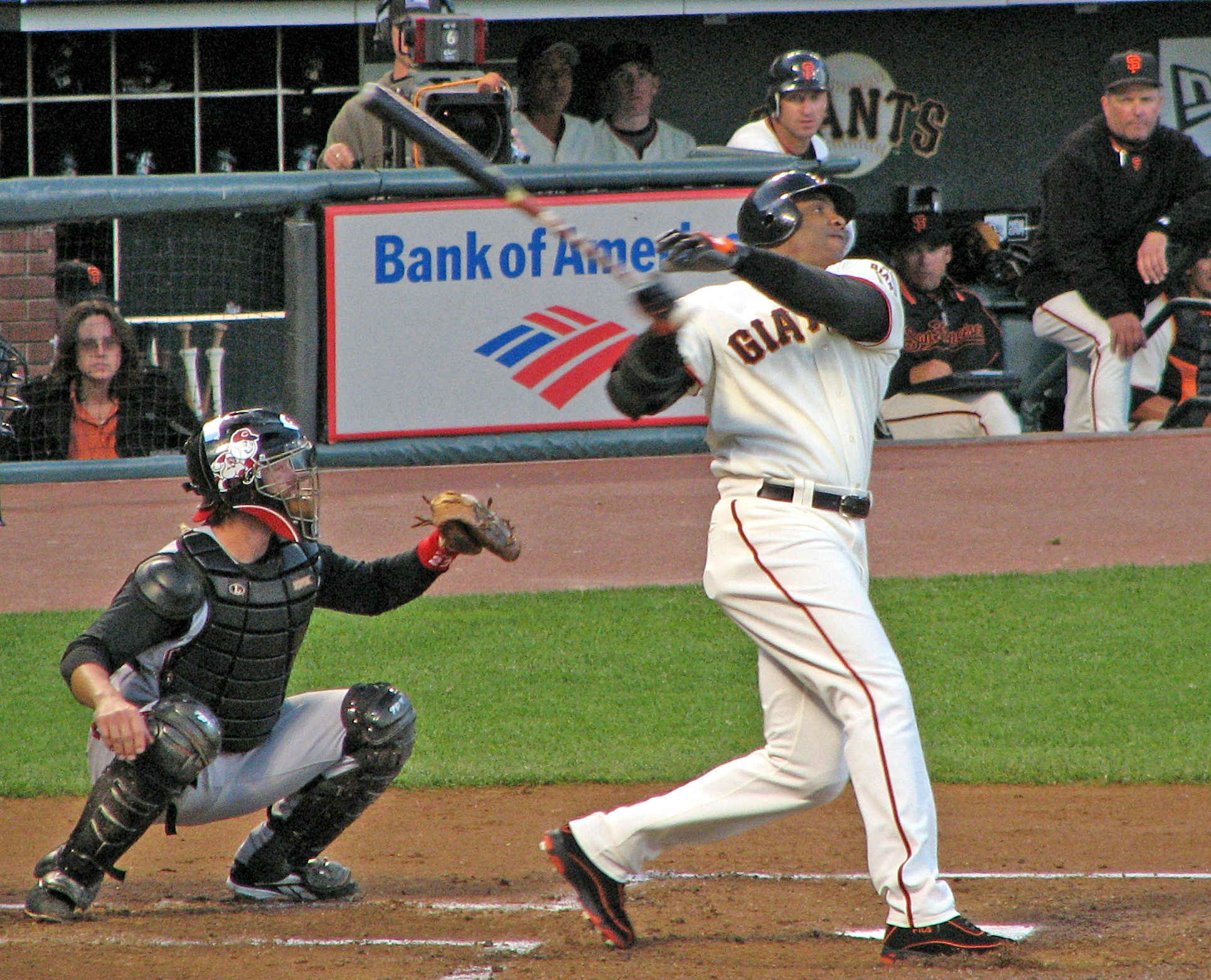
Barry Bonds frappe en 2006 l'un de ses 762 circuits, un record.

### Circuit à l'intérieur du terrain
La plupart du temps, un coup de circuit est une frappe au-dessus de la clôture du champ extérieur. Plus rarement, un frappeur peut mettre la balle en jeu et faire le tour des bases avant que les défenseurs ne puissent l'éliminer. Cette action est un circuit sur frappe intérieure, circuit à l'intérieur du terrain ou circuit intérieur (anglais : inside-the-park home run). Le plus souvent, la défense est mise en difficulté par un rebond inattendu de la balle, par des particularités structurelles du terrain qui empêchent d'attraper la balle ou par une collision entre défenseurs. Les circuits intérieurs sont généralement réussis par des coureurs rapides qui peuvent tirer avantage de ces situations de jeu. Si le marqueur officiel attribue une erreur à la défense, le frappeur n'est pas crédité d'un coup de circuit. En revanche, en fonction du moment où se produit l'erreur, il peut être crédité d'un double (deux buts) ou d'un triple (trois bases), ou plus rarement d'un simple (coup sûr d'un but) en cas d'erreurs multiples de la défense. Par exemple, un frappeur qui réalise un triple, puis atteint sauf le marbre (quatrième base) sur une erreur du receveur, n'est pas crédité d'un coup de circuit.

### Grand chelem
Un grand chelem (anglais : grand slam) est un coup de circuit frappé lorsque les trois bases sont occupées par des coureurs (on dit que les bases sont pleines). Ce coup de circuit rapporte quatre points à l'attaque. Le frappeur est crédité de 4 points produits et d'un point. C'est au baseball le plus grand nombre de points qu'il est possible de marquer en un seul jeu.
Lors d'un grand chelem sur frappe intérieure (anglais : inside-the-park grand slam), la balle ne quitte pas le terrain et les quatre coureurs marquent un point. Cette action est rare.

### Coups de circuit consécutifs
Lorsque plusieurs frappeurs réalisent des coups de circuit à la suite, on parle de coups de circuit consécutifs (anglais : back-to-back home runs pour 2 coups de circuit, back-to-back-to-back home runs pour 3 coups de circuit, etc.), même si le lanceur est différent lors de chaque coup de circuit.
L'exploit de frapper quatre coups de circuits consécutifs ne s'est produit que 5 fois dans l'histoire des ligues majeures. Lors de la saison 2007, les Red Sox de Boston sont devenus la 5e équipe à réaliser cet exploit.

### Cycle de coups de circuit
Un frappeur réussit un cycle (anglais : hit for the cycle, au Québec et au Nouveau-Brunswick: un carrousel) lorsqu'il réalise un simple, un double, un triple et un coup de circuit lors du même match. Si ces frappes sont obtenues dans l'ordre, on parle de cycle naturel.
Un cycle de coups de circuit (anglais : home run cycle) a lieu lorsqu'un frappeur réalise un circuit de 1 point, un circuit de 2 points, un circuit de 3 points et un grand chelem (4 points), le tout dans le même match. En baseball professionnel, le seul joueur ayant réussi cet exploit est Tyrone Horne, un joueur des Travelers d'Arkansas en Ligue du Texas (ligue mineure des États-Unis), face aux Missions de San Antonio le 27 juillet 1998. Aucun autre joueur professionnel n'a réussi cet exploit, mais plusieurs joueurs universitaires l'ont réalisé,.
En ligues majeures, Alex Rodriguez est le joueur qui est passé le plus près de l'exploit lors d'un match des  Yankees de New York contre les Angels de Los Angeles le 26 avril 2005. Rodriguez a frappé un circuit de 3 points en 1re manche, un deuxième circuit de 2 points en 3e manche et un grand chelem en 4e manche face à Bartolo Colón. En revanche, en 8e manche, sans coureur sur base, sa frappe en profondeur est captée par la défense et n'est pas convertie en circuit.

## Frappeurs de circuit notables

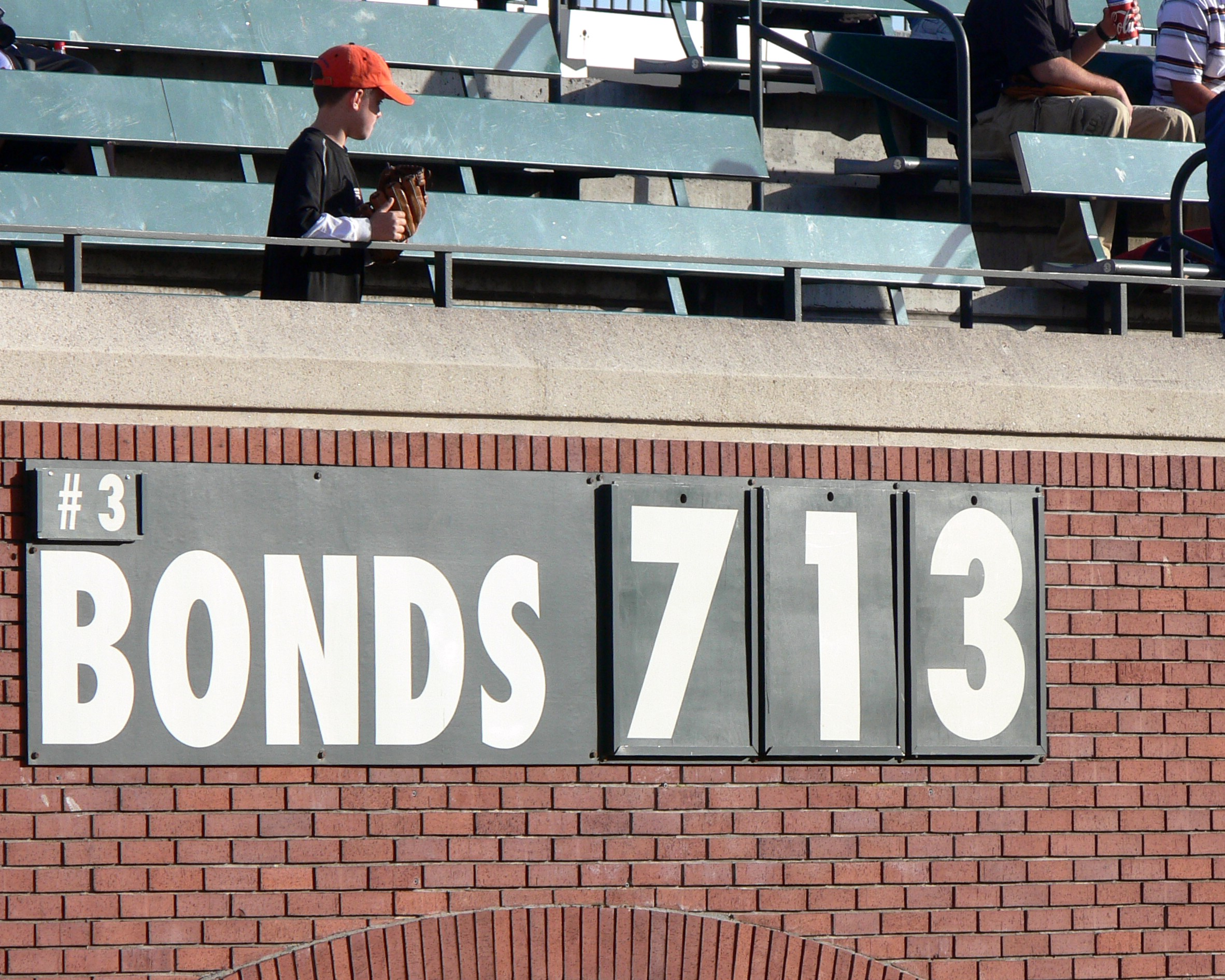
Un panneau à San Francisco suit en 2006 la poursuite du record de circuits en carrière par Barry Bonds.

- Barry Bonds est le détenteur du record pour le plus grand nombre de circuit en carrière, soit 762 circuits. Le 7 août 2007, il frappe son 756e coup de 4 buts, éclipsant ainsi le précédent record (755) de Hank Aaron qui l'a tenu pendant 31 ans. Il détient également le record du plus grand nombre de coups de circuit sur une seule saison (73).
- Babe Ruth a  longtemps été détenteur du record avec 714 circuits à son actif (1914-1936). Aaron a surpassé sa marque en 1976, mais Ruth demeure sans aucun doute la plus grande personnalité de ce sport[réf. souhaitée].
- Roger Maris : bien qu'il n'ait frappé que 275 circuits au total durant sa carrière de 12 ans et qu'il ne soit pas membre du Temple de la renommée du baseball, Maris bat en 1961 le record de circuits en une saison. Il en réussit 61 dans une saison de 162 parties avec les Yankees de New York. L'exploit cause une controverse puisque le détenteur du précédent record, Babe Ruth, en avait réussi 60 en 1927 alors que les saisons ne comptaient que 154 parties, et que Maris n'avait pas atteint ce nombre après ses 154 premières parties jouées en 1961. Une légende urbaine, répétée maintes fois en 1998 lorsque la marque de circuits en une année fut enfin battue, veut qu'une astérisque ait été placée à côté du nom de Maris dans le livre de records des Ligues majeures pour refléter la situation. Il ne s'agit que d'une légende, la MLB n'ayant même pas en 1961 de livre des records[8].
- Sadaharu Oh, un des plus grands joueurs japonais, qui, bien qu'il n'ait jamais joué aux États-Unis, a frappé 868 coups de circuit dans la ligue japonaise entre 1959 et 1980.
- Sam Crawford détient le record du nombre de circuits sur frappe intérieure en carrière avec 51 circuits entre 1889 et 1917.

## Progression du record MLB en une saison

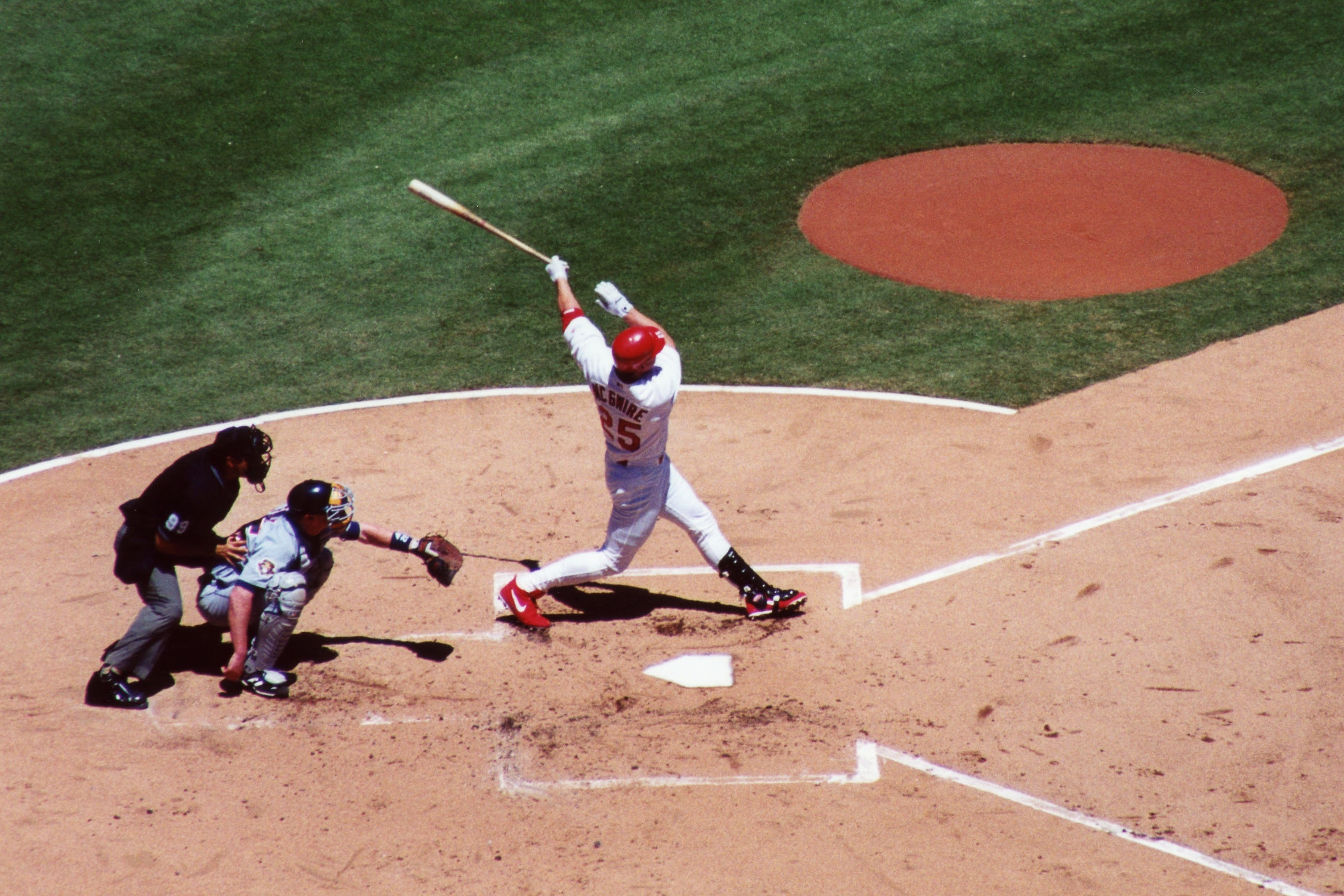
Mark McGwire, qui réussit 583 circuits en carrière, bat en 1998 un record vieux de 37 ans.

- 5, par George Hall, Athletics de Philadelphie (NL), 1876 (70 matchs au calendrier)
- 9, par Charley Jones, Red Stockings de Boston (NL), 1879 (84 matchs au calendrier)
- 14, par Harry Stovey, Athletics de Philadelphie (AA), 1883 (98 matchs au calendrier)
- 27, par Ned Williamson, White Stockings de Chicago (NL), 1884 (112 matchs au calendrier)

Williamson bénéficia d'un champ centre beaucoup plus court de son stade de Lakeshore Park. Les balles sortant de ce stade étaient comptées comme doubles, et pas en coups de circuit. Seule exception : la saison 1884. Williamson frappa ainsi 25 de ses 27 coups de circuit à domicile. À noter la performance de Buck Freeman, 25 home runs en 1899, qui est plus significative que la marque de Williamson.
- 29, par Babe Ruth, Red Sox de Boston (AL), 1919 (140 matchs au calendrier)
- 54, par Babe Ruth, Yankees de New York (AL), 1920 (154 matchs au calendrier)
- 59, par Babe Ruth, Yankees de New York (AL), 1921 (154 matchs au calendrier)
- 60, par Babe Ruth, Yankees de New York (AL), 1927 (154 matchs au calendrier)
- 61, par Roger Maris, Yankees de New York (AL), 1961 (162 matchs au calendrier)
- 70, par Mark McGwire, Cardinals de Saint-Louis (NL), 1998 (162 matchs au calendrier)
- 73, par Barry Bonds, Giants de San Francisco (NL), 2001 (162 matchs au calendrier)

## Progression du record MLB en carrière
| Circuits | Joueur        | Image          | Années    | Description |
| -------- | ------------- | -------------- | --------- | --- |
| 21       | Lip Pike      | Lip Pike.      | 1879      | Détient le record dans la défunte National Association (première ligue majeure) de 1871 à 1875. A le record de 17 circuits après la saison 1876, la première des ligues majeures actuelles. |
| 23       | Charley Jones | Charley Jones. | 1880-1881 | Devance en 1880 Lip Pike, qui a cessé de jouer en 1877. |
| 24       | Jim O'Rourke  | Jim O'Rourke.  | 1882      | Bat le record de Charley Jones en 1882 mais ce dernier le surpasse dès 1883. |
| 40       | Charley Jones | Charley Jones. | 1883-1884 | Bat le record de Jim O'Rourke et termine 1883 avec 33 circuits. Améliore le record à 40 après la saison 1884.                                                                               |
| 57       | Harry Stovey  | Harry Stovey.  | 1885-1886 | Bat le record de Charley Jones en 1885, l'améliore avec 57 circuits après la saison 1886.                                                                                                   |
| 74       | Dan Brouthers | Dan Brouthers. | 1887-1888 | Bat le record de Harry Stovey en 1887 et termine l'année avec 65. Améliore le record à 74 après la saison 1888.                                                                             |
| 122      | Harry Stovey  | Harry Stovey.  | 1889-1894 | Reprend le record de Dan Brouthers en terminant 1889 avec 89 circuits et améliore le record jusqu'à atteindre 122 après sa dernière année en 1893.                                          |
| 138      | Roger Connor  | Roger Connor.  | 1895-1920 | Bat le record de Harry Stovey en 1895, met fin à sa carrière en 1897 et est détenteur de la marque jusqu'en 1921.                                                                           |
| 714      | Babe Ruth     |                | 1921-1974 | Bat le record de Roger Connor avec son 139e circuit en carrière le 18 juillet 1921. Avant 714 circuits de 1914 à 1935, il détient la marque pendant un record de 52 ans et 264 jours.       |
| 755      | Hank Aaron    | Hank Aaron.    | 1974-2007 | Bat le record de Babe Ruth le 8 avril 1974 avec son 715e circuit. Termine sa carrière (1954-1976) avec 755. La marque tient pendant plus de 33 ans.                                         |
| 762      | Barry Bonds   | Barry Bonds.   | 2007-     | Bat le record de Hank Aaron le 7 août 2007. Termine à la fin de cette saison-là une carrière amorcée en 1986 avec un total de 762 circuits, le record actuel.                               |

## Prévalence du coup de circuit au fil des ans

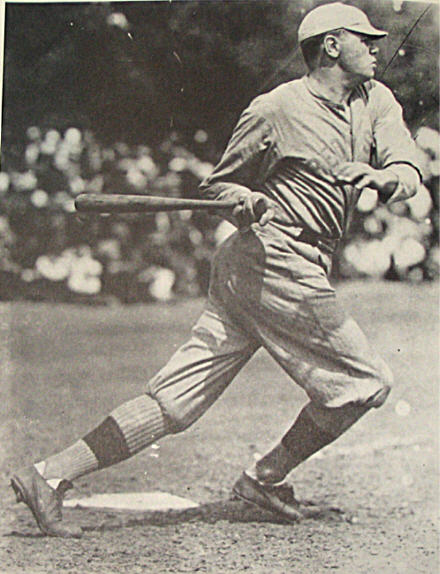
Babe Ruth.

Dans les premières années du baseball, les coups de circuit étaient assez rares, notamment parce que les champs extérieurs des terrains de baseball étaient beaucoup plus grands. La plupart des circuits de l'époque étaient réussis sans que la balle franchisse les clôtures, et tenter de sortir la balle du terrain n'était en général pas encouragé. Le nombre de circuits était peu élevé au début du XXe siècle, à une époque dite « de la balle morte » (dead-ball era). L'émergence en 1919 du futur recordman des circuits, Babe Ruth, qui frappa nombre de ses coups de quatre buts à l'époque de la balle morte, et l'utilisation de nouveaux matériaux dans la fabrication des balles de baseball amènent à l'ère dite « de la balle vivante » (live-ball era), où le circuit devient chose plus commune. 
Dès 1963, la tendance chez les arbitres est d'agrandir la zone de prises, ce qui culmine en 1968 avec une saison surnommée « L'Année du lanceur » (Year of the Pitcher), où l'on constate une diminution marquée du nombre de points comptés, une baisse de la moyenne au bâton des frappeurs et moins de coups de circuits. L'expansion de 1969, où quatre clubs sont ajoutés aux Ligues majeures et un plus grand nombre de joueurs, parfois moins talentueux, entrent en jeu, ainsi qu'une révision des changements apportés à la zone de prises rétablissent cette disparité.
Les années 1990 et le début de la décennie 2000 sont marqués par une augmentation du nombre de circuits. Plusieurs facteurs sont en cause : l'émergence du futur roi des circuits Barry Bonds, l'ajout de quatre nouvelles franchises et donc, de nouveaux lanceurs qui n'auraient peut-être pas atteint le niveau majeur sans expansion des deux ligues, et le Coors Field du Colorado, stade où l'altitude et la masse volumique de l'air permettent à la balle de mieux voyager, augmentant la fréquence des coups de circuit. Surtout, cette période deviendra connue sous le nom d'« ère des stéroïdes » où de nombreux frappeurs de puissance, plusieurs se lançant à la poursuite de records de circuits existant depuis des décennies, sont soupçonnés (Bonds, Sammy Sosa) de dopage, trouvés coupables (Rafael Palmeiro, Manny Ramirez) d'usage de substances améliorant les performances, ou avouent en avoir utilisé (Mark McGwire, Jose Canseco, Ken Caminiti, Alex Rodriguez). La politique du baseball majeur pour enrayer le dopage se fait plus agressive vers la fin des années 2000 et l'on constate une diminution du nombre de circuits. La saison 2010 est d'ailleurs, comme celle de 1968, surnommée Année du lanceur. La corrélation entre les nouvelles règles anti-drogues du baseball majeur et la baisse du nombre de circuits est toutefois plus présumée qu'avérée, et il faut noter que l'« ère des stéroïdes » fut aussi marquée par la présence de lanceurs jamais soupçonnés de dopage et aujourd'hui considérés parmi les grands de l'histoire de ce sport, tels Randy Johnson, Pedro Martinez et Greg Maddux.

## Distances parcourues par les coups de circuit
Le record de la plus longue distance parcourue par la balle sur un coup de circuit est sujet à débat et de nombreux obstacles se dressent lorsque vient le temps de déterminer une réponse. La distance entre le marbre et les clôtures du champ extérieur varient d'un stade à l'autre. Elles sont généralement au minimum de 99 mètres (325 pieds) aux champs droit et gauche, et environ 120 mètres (400 pieds) du marbre au champ centre. Certains stades anciens, comme le Fenway Park ou le Wrigley Field, ont cependant des clauses grand-père leur permettant de déroger à certaines règles. Des circuits longs de 500 ou même 600 pieds ont été attribués à certains frappeurs, mais il s'agit d'estimations qui ont souvent été grossièrement exagérées. Par exemple, Mickey Mantle fut crédité d'un circuit, mentionné comme le plus long par le Livre Guinness des records, qui parcourut présumément 565 pieds lors d'un match des Yankees de New York au Griffith Stadium de Détroit face aux Tigers de Détroit le 17 avril 1953. La distance fut estimée de façon assez libérale en fonction de l'endroit où un enfant retrouva la balle, après qu'elle aura roulé jusqu'à l'extérieur du stade. Bill Jenkinson, de SABR, estime plus probable que le record du plus long circuit soit détenu par Babe Ruth, aussi des Yankees, le 8 juin 1926 au Navin Field de Détroit, avec une frappe qui aurait parcouru 575 pieds,.
Ce n'est qu'à la suite d'un partenariat avec IBM en 1982 que les distances commencent à être mesurées, et seulement dans un certain nombre de stades. Le commanditaire changea en 1995 lorsque le programme fut élargi à tous les stades des Ligues majeures. De 1982 à 1996, un seul circuit a été mesuré à plus de 500 pieds du marbre : une longue balle qui parcourut 502 pieds après avoir été frappée par Cecil Fielder des Tigers de Détroit au Milwaukee County Stadium de Milwaukee.

## Célébrations
Plusieurs stades de baseball au niveau majeur soulignent les coups de circuit de l'équipe locale par des feux d'artifice. Certains stades possèdent également des attractions spéciales pour souligner la réussite d'un circuit par l'un des joueurs locaux. Par exemple, le Marlins Park de Miami possède une sculpture prévue à cet effet qui s'anime après un circuit, la mascotte des Brewers de Milwaukee se jetait dans une gigantesque choppe de bière située derrière les clôtures de l'ancien Milwaukee County Stadium, et le Citi Field de New York est doté d'une grosse pomme (en référence à Big Apple) qui s'élève de son socle lorsqu'un joueur des Mets frappe la longue balle.

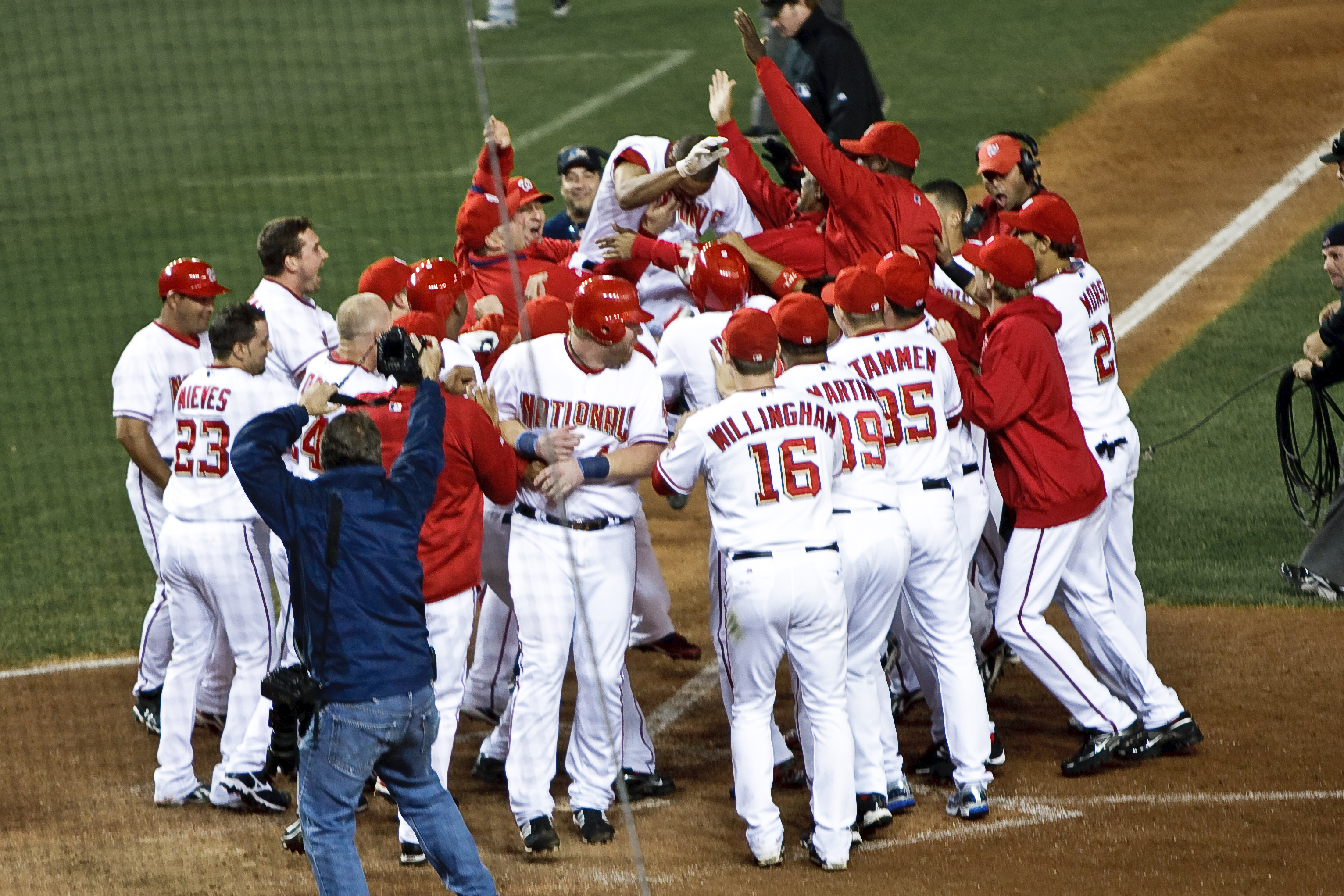
Les Nationals de Washington célèbrent en 2009 un grand chelem de Justin Maxwell qui leur procure une victoire.

La réussite d'un circuit est parfois célébrée de façon particulière, les joueurs attendant par exemple leur tour au bâton dans le cercle d'attente venant féliciter leur(s) coéquipier(s) près du marbre lorsqu'ils inscrivent le(s) point(s). Lors d'un coup de circuit mettant fin à un match et permettant à un club de gagner la partie, les joueurs se trouvant dans l'abri des joueurs se ruent habituellement vers le marbre pour fêter la victoire et la réussite de leurs coéquipiers. Si cette dernière chose est commune, le fait de célébrer excessivement un circuit en cours de match peut cependant être perçu comme un manque d'esprit sportif, tout comme le fait de gesticuler ou de manifester trop de joie en contournant les buts après un circuit peut être considéré comme de l'arrogance mal placée,. Les célébrations au marbre après un circuit ont parfois provoqué une cohue dans laquelle des joueurs furent blessés et certaines équipes recommandent à leurs joueurs de modérer leurs effusions afin d'éviter une conséquence malencontreuse.